# Kysylyn
Kysylyn (en ukrainien : Кисилин) ou Kissiline (en russe : Кисилин ; en polonais : Kisielin) est un village de l'oblast de Volhynie, en Ukraine.

## Histoire
Le village est fondé en 1545. Il fait partie de l'Empire russe à la fin du XVIIIe siècle, après que la Pologne est partagée entre la Prusse, l'Autriche et la Russie. Il fait ensuite partie de la nouvelle Pologne après la Première Guerre mondiale et dépend administrativement de la Voïvodie de Volhynie à l'est du pays.

### Massacres
Au tournant du XIXe siècle et du XXe siècle, une grande partie de la population juive qui y demeure émigre en Europe de l'Ouest ou aux États-Unis, ainsi que dans certaines grandes villes de l'Empire russe. Il y a encore 850 Juifs en 1897 à Kyssiline La ville est endommagée au cours de la Première Guerre mondiale. La population juive passe à moins de 94 membres en 1921. En 1939 il y avait 61 maisons juives donc probablement plusieurs centaines de juifs.
Le village est occupé par les Allemands fin juin 1941. Tous les Juifs sont forcés de porter un insigne distinctif et de subir des attaques et des vols. On les contraint aux travaux forcés dans les champs et forêts des alentours. Le 19 août 1941, 48 Juifs sont assassinés à l'extérieur du village. Dans les premiers jours du mois de novembre, les survivants sont enfermés dans un ghetto jusqu'à août 1942. À cette date, le ghetto est liquidé par les soldats allemands aidés par des Ukrainiens. Cinq cents à 550 Juifs sont assassinés. Quelques jours plus tard, des Tziganes seront eux aussi assassinés par les Allemands.
L'Armée insurrectionnelle ukrainienne aidée de paysans ukrainiens des environs massacrent de 60 à 90 Polonais au milieu de la ville, le 11 juillet 1943. Dans toute la province de 35 000 à 60 000 Polonais sont assassinés dans le cadre de ce qu'on appellera les massacres des Polonais en Volhynie. En 2003, un film polonais d'Agnieszka Arnold sort en leur mémoire, Oczyszczenie (Épuration),.